# Isabel Kerschowski
Isabel Kerschowski (Berlim, na antiga Berlim Oriental, 22 de janeiro de 1988) é uma futebolista profissional alemã que atua como atacante.

## Carreira
Isabel Kerschowski fez parte da Seleção Alemã de Futebol Feminino, nas Olimpíadas de 2016.